# Vittorio Citterich
Vittorio Citterich (Salonicco, 22 giugno 1930 – Roma, 2 agosto 2011) è stato un giornalista e scrittore italiano.

## Biografia
Nato in una famiglia cosmopolita, da padre italiano e madre greca, nel dopoguerra giunge profugo a Firenze dopo aver conosciuto da vicino la guerra italo-greca, che coinvolse dolorosamente la sua famiglia. Da allora Citterich si dichiarò sempre «decisamente contrario a tutto ciò che separa un popolo dall'altro, ai nazionalismi e ai particolarismi violenti, alle radici degli odi e della guerra tra gli uomini».
Negli anni Cinquanta studia e si laurea in legge, mentre collabora con David Maria Turoldo e partecipa alla fondazione delle riviste Testimonianze e Politica. Si iscrive al Movimento Federalista Europeo.
Durante il ciclo di studi conosce il professor Giorgio La Pira con cui nasce una profonda amicizia e una lunga collaborazione.
Nel 1956 viene eletto consigliere comunale in Palazzo Vecchio, con sindaco Giorgio La Pira. Quindi lascia l'attività politica per dedicarsi a tempo pieno al giornalismo, redattore capo del Giornale del Mattino di Firenze, occupandosi in particolare di politica internazionale. Segue i convegni internazionali convocati in Comune da Giorgio La Pira, che accompagna nei viaggi in Medio Oriente, Unione Sovietica, Africa, Stati Uniti. Trasferitosi a Roma, segue il Concilio Vaticano II per L'Avvenire d'Italia.
Dal 1967 al 1970 è corrispondente della RAI a Mosca dove approfondisce la conoscenza della società sovietica, del comunismo internazionale, ed insieme segue lo svolgimento della grande tradizione culturale e religiosa russa. Quindi, per 25 anni, senza interrompere la collaborazione a quotidiani e periodici, è stato inviato speciale, direttore dei programmi radiofonici, conduttore del TG1, autore di inchieste e servizi speciali su argomenti a lui cari: la Chiesa cattolica da Giovanni XXIII, a Paolo VI, a Giovanni Paolo II di cui ha seguito in particolare i viaggi internazionali; la Russia, dal periodo della decadenza comunista (Brežnev) alla nuova fase dopo la caduta del muro di Berlino; il Medio Oriente con il difficile tentativo di pacificazione tra ebrei, cristiani e musulmani dopo il lungo periodo di conflitti e incomunicabilità; con particolare attenzione ha seguito la Grecia. E proprio la trasmissione alla televisione greca di uno dei suoi servizi ha permesso il ricongiungimento con Rena, la "sorellina" ebrea, una bambina neonata che i suoi genitori, Angela e Mario Citterich, salvarono dalla deportazione nei campi di sterminio.
Angela e Mario Citterich sono stati dichiarati Giusti tra le Nazioni e hanno un albero piantato a loro nome a Yad Vashem, a Gerusalemme.
Dal 1995 al 1999 Vittorio Citterich è stato incaricato dalla RAI di coordinare l'informazione radiotelevisiva per il Giubileo del 2000.
Numerosissime le sue interviste: tra le altre, quelle a Enrico Mattei, Ahmed Ben Bella, don Helder Camara, Carlo Maria Martini, Gamal Abdel Nasser, David Ben Gurion, il patriarca Atenagora, Alekos Panagulis, Piero Bargellini, Nicola Lisi, Giovanni Papini, Lorenzo Milani, Louis Armstrong, Yasser Arafat, Nahum Goldman, Hassan II, Thomas Merton, Martin Buber, Mikis Theodorakis.
Sposato dal 1958 con Marilù Mileto, ha avuto due figli (Angela e Francesco) e tre nipoti (Irene, Davide e Federico).
È scomparso il 2 agosto 2011 all'età di 81 anni, dopo una lunga malattia.

## Opere
- Vittorio Citterich, La Pira in Russia, Firenze, 1959. Anche: Ferrara, Scuola tipografica Casa buoni fanciulli, 1960.
- Vittorio Citterich, Come costruire la pace. Dibattito. Livorno, 1964, Firenze, Il focolare, 1964.
- Alfredo Nesi, Quattro riflessioni per quattro momenti di speranza, a cura di Vittorio Citterich, Livorno, Tip. Stella del mare, 1964.
- Un papa sull'orizzonte del 2000, Milano, Coop. lavoratori delle comunicazioni associati, 1979. Introduzione di Stanislaw Grygiel ; commenti di Vittorio Citterich.
- Vittorio Citterich, Un santo al Cremlino. Giorgio La Pira, Milano, Edizioni Paoline, 1986, ISBN 88-215-1096-4. ISBN 88-315-0009-0. ISBN 978-88-315-0009-8.
- Vittorio Citterich, Professore, mi ricordo. Lettere a Giorgio La Pira 1981 -1991, Torino, Nuova ERI edizioni RAI, 1991, ISBN 88-397-0685-2. Presentazione di Enzo Biagi.
- Vittorio Citterich, Giorgio La Pira. Un santo al Cremlino, Milano, Edizioni Paoline, 1992, ISBN 88-315-0715-X.
- Vittorio Citterich, La Pira testimone di speranza, in Costruire comunità profetiche di speranza. A quarant'anni dalla Gaudium et spes. 55.a Settimana nazionale di aggiornamento pastorale, Bologna, EDB, [2005],  pp. 93-103, ISBN 88-10-53111-6.
- Vittorio Amadori, Resistenza non armata. La gioventù cattolica pistoiese e il fascismo, Pistoia, Settegiorni, 2008, ISBN 978-88-89314-33-8. Con interventi di Roberto Barontini, Florio Colomeiciuc, Vittorio Citterich e Marco Francini.
- Vittorio Citterich e Gianluigi Pasquale, Un cattolico protagonista della politica italiana: Giorgio La Pira a trent'anni dalla morte (1977-2007), in Carmelo Dotolo e Giovanni Giorgio (a cura di), Interviste teologiche, Bologna, EDB, 2009,  pp. 217-227, ISBN 978-88-10-40975-6. Intervista a Vittorio Citterich a cura di Gianluigi Pasquale.

## Curiosità
Vittorio Citterich era un uomo curioso, gli piacevano le arti, la letteratura, la musica, il teatro, il cinema.
Dipingeva e aveva fatto con successo numerose mostre dei suoi dipinti.
Suonava la chitarra e gli piaceva cantare con gli amici e duettare con la figlia Angela. Era uno sportivo e da ragazzo si era impegnato professionalmente nella pallavolo e nella pallanuoto.
Seguiva il calcio ed era un grande tifoso della Fiorentina. Amava il mare e la pesca; con il figlio Francesco d'estate partiva all'alba e tornavano carichi di pesci.
La passione per il giornalismo si era manifestata dal tempo del liceo, dirigendo il giornalino della scuola. Aveva girato il mondo come corrispondente a Mosca e inviato della RAI nei Paesi dell'Europa dell'Est, nel Medio Oriente, in Africa, negli USA.
Gentile, generoso, empatico, dotato di grande senso dell'umorismo, era molto amato da amici e colleghi.